# Salteras
Salteras er en by og kommune i det sydlige Spanien i provinsen Sevilla. Den har et indbyggertal på 5.580 (2024) indbyggere.